# Begonte (parroquia)
Begonte (llamada oficialmente San Pedro de Begonte) es una parroquia y una villa española del municipio de Begonte, en la provincia de Lugo, Galicia.

## Organización territorial
La parroquia está formada por dieciséis entidades de población, constando doce de ellas en el nomenclátor del Instituto Nacional de Estadística español:
- Aldea (A Aldea)
- As Modias
- Begonte
- Besgode
- Cardeite
- Carrapetal
- Carretera (A Estrada)
- Cerval
- Codesal
- Cruceiro (O Cruceiro)
- Quitimil
- Pedregoso
- Río Calvo
- San Lázaro
- Vila (A Vila)
- Vilar de Cenlle

## Demografía

### Parroquia
| Gráfica de evolución demográfica de Begonte (parroquia) entre 2000 y 2019 |
|                                                                           |
| Datos según el nomenclátor publicado por el INE.                          |

### Villa
| Gráfica de evolución demográfica de Begonte (villa) entre 2000 y 2019 |
|                                                                       |
| Datos según el nomenclátor publicado por el INE.                      |